# Елисаветградский пикинёрный полк

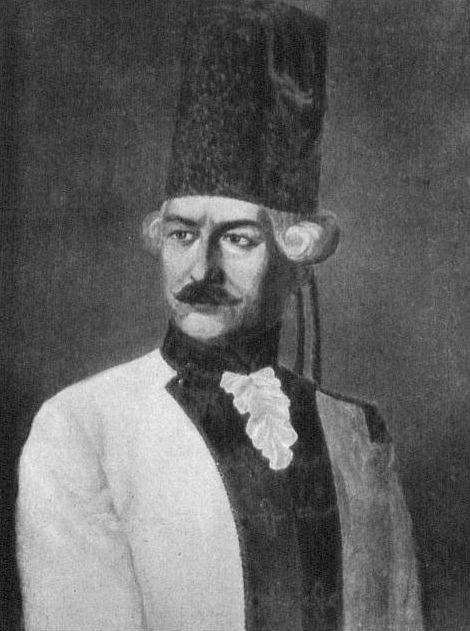
Первый командир полка Н. С. Адабаш.

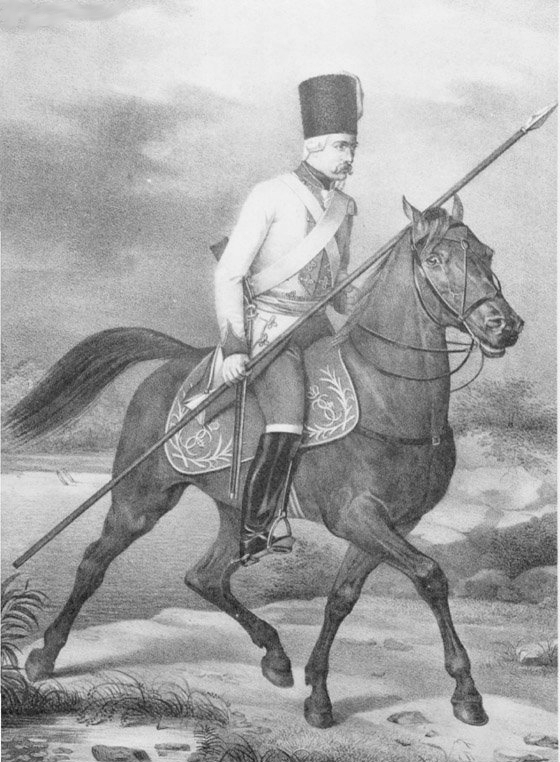
Кавалерист пикинёрных полков, 1764 — 1776 годов.

Елисаветградский пикинёрный полк — поселенный конный полк Российской армии, вооруженный пиками, саблями, сформированный из пандурских поселённых полков.
Пикинёрный полк сформированный в Новороссийской губернии и наименован Елисаветградским в честь места расселения личного состава полка и жителей Ново-Сербии в созданной губернии. Пикинёры были обязаны нести постоянную военную службу защищая Новороссию, от набегов османов и крымских татар. 28 июня 1783 года пикинёрный полк вошёл в состав Елисаветградского легкоконного. Штаб-квартира — Елисаветград.

## История
Поселённый пикинёрный полк 20-ти ротного состава был сформирован, 22 марта 1764 года, в соответствии с проектом учреждения Новороссийской ландмилиции, по сформированию поселённого уланского полка, вооружённого саблями и пиками из личного состава Новосербских рот — поселений (шанцев) Новой России. Военно-земледельческие поселение, расселённое поро́тно, в зависимости от местности, на расстоянии 6 — 8 верст, а в степной на 25 — 30 верст друг от друга. Каждое поселение для своей обороны должно было иметь маленькую крепостцу-шанец, по большей части в виде бастионного 4-х угольника, по 100 саженей в каждой его стороне.
Формирования полка дислоцировались на территории центральной части современных Кировоградской и восточной части Днепропетровской областей. Поселённый полк включал в себя 20 рот — укреплений (поселений), из которых известны: Новая Прага (1-я рота), Мурзинка (Н-я рота), Бышков (2-я рота), Овнянск (3-я рота), Кулаков (4-я рота), Красная Каменка (5-я рота), Попельнаста (6-я рота), Орлинская (8-я рота), Куцеволовка (9-я рота), Мишурин Рог (10-я рота), Дереевка (Н-я рота), Жёлтое (14-я рота), Зелёное (15-я рота), Верблюжка (16-я рота), Спасовка (17-я рота), Вершинокаменск (18-я рота), Новая Аджамка (19-я рота), Аджамка (20-я рота).
В 1769 году полк, в составе Русских войск, выступил в поход против османов (турок) и принял деятельное участие в первой турецкой войне. Елисаветградские пикинёры отличились под Хотиным, при переправе через Прут, при осаде и атаке Силистрии и разбитии полком наголову османов у селения Кучук-Кайнарджи.
Елисаветградский пикинёрный полк в 1783 году, вошёл в состав другого формирования, в Елисаветградский легкоконный полк, ставший с 1796 года гусарским (а с 1801 года Елисаветградский гусарский полк).

## Знамённый герб
По заданию Военной коллегии, в 1775 году, был составлен новый (по сравнению со Знаменным гербовником Миниха) знаменный гербовник. Основную работу по составлению гербовника взял на себя герольдмейстер князь М. М. Щербатов. Поэтому гербовник получил в литературе название «Гербовник Щербатова». В Гербовнике содержались изображения 35 гербов для знамён новых русских полков, в том числе «Елисаветградского». Знамённый герб — в зелёном поле, на чёрной земле, белая или серебряная башня, с зубцами и с белым флагом, на коем изображен золотый вензель Императрицы Елисаветы Петровны, основательницы крепости Святой Елисаветы;

## Персоны
Представлены некоторые персоны служившие в Елисаветградском пикинёрном:
- Г. И. Лисаневич, поступил в 1771 году капралом[4];
- И. Е. Ферзен, капитан[5];